# 梁台
梁 台（りょう だい、生没年不詳）は、中国の西魏・北周の軍人。字は洛都。本貫は清化郡長池県。

## 経歴
北魏の隴西郡太守の梁去斤の子として生まれた。孝昌年間、爾朱天光の下で関中の乱を討ち、1年のうちに20余戦して、功績により子都督に任ぜられ、隴城郷男の爵位を受けた。531年、都督に進んだ。後に侯莫陳悦に属して南秦州の乱を討った。仮節・衛将軍・左光禄大夫となり、隴城県男に進んだ。まもなく行天水郡事をつとめ、行趙平郡事に転じた。爾朱天光に再び召されて幕下に入った。爾朱天光が韓陵で敗れると、賀抜岳に召されて幕僚となった。
534年、賀抜岳が侯莫陳悦に殺害されると、梁台は諸将と合議して宇文泰を後継者に立てた。宇文泰の下で侯莫陳悦を討ち、天水郡太守に任ぜられた。535年、趙平郡太守に任ぜられた。太僕の石猛とともに両山の匈奴屠各種を破り、平涼郡太守に転じた。莫折後熾が乱を起こし、行涇州事の史寧がこれを討って勝てずにいると、梁台は攻取の策を論じた。史寧がこれに従うと、莫折後熾を破ることができた。また梁台は于謹とともに劉平伏を討った。前後の功績により、潁州刺史となり、賀蘭氏の姓を受けた。玉壁の援軍に向かい、邙山の戦いにも参加した、帥都督に任ぜられた。549年、南夏州刺史に任ぜられ、通直散騎常侍・南夏州大中正を加えられた。553年、使持節・車騎大将軍・儀同三司に転じ、驃騎大将軍・開府儀同三司に進み、侍中を加えられた。
557年、北周の孝閔帝が即位すると、梁台の爵位は中部県公に進んだ。武成年間、賀蘭祥の下で洮陽を攻撃し、先頭に立って功績を挙げ、綏安県侯の別封を受けた。
564年、大将軍に任ぜられた。北周の軍が洛陽を包囲したが、長らく落とすことができなかった。北斉の援軍がやってきたので、斉公宇文憲がこれを防いだ。数人の者が北斉軍に捕らえられたのを見て、梁台は単騎で突入して、捕らえられた者たちを奪還した。565年、敷州刺史に任ぜられた。梁台は年が60を過ぎても、鎧を着て馬にまたがることができ、騎射して的を外さなかったといわれる。後に病没した。
子に梁元慶があった。

## 伝記資料
- 『周書』巻27 列伝第19
- 『北史』巻65 列伝第53